# Langrisser III
Langrisser III è un videogioco RPG sviluppato dalla CareerSoft e pubblicato nel 1996 dalla NCS per Sega Saturn e Windows. Il titolo è il terzo capitolo della saga iniziata con Warsong,e rappresenta un prequel rispetto ai precedenti due titoli. Il videogioco non è mai stato pubblicato al di fuori del Giappone.
È stata pubblicata un'edizione a tiratura limitata di Langrisser III, che includeva nella confezione, oltre al gioco, un artbook ed una copertina olografica. Nel 2005 la Taito ha convertito il videogioco per PlayStation 2.
Come nei precedenti capitoli, il character design del gioco è disegnato da Satoshi Urushihara.